# Tele Libera Firenze
Tele Libera Firenze è stata una rete televisiva italiana regionale fiorentina. Ha fatto parte dei circuiti nazionali Rete 4 e TivuItalia. il suo logo constiteva nella stilizzazione di un occhio in caratteri grafici di fantasia: due v con aste ripiegate verso l'interno e di lunghezza diversa, poste orizzontalmente e reciprocamente incastonate con i vertici opposti, a rappresentare le palpebre, racchiudenti al centro una sfera a simboleggiare la pupilla. All'interno delle due V erano contenute, in alto della figura, le lettere maiuscole TLF e, in basso, il numero 54 seguito da UHF.

## Storia (1976-1982)
Mauro Ballini, Spinelli Marco Stefano dopo aver fondato nel 1975 Radio Libera Firenze per sfruttare il fenomeno delle radio libere, ebbe l'idea di inserirsi, in anticipo, anche all'interno del mercato delle future televisioni private che, in seguito alla sentenza della Corte Costituzionale n.202 del 1976, che poneva fine al monopolio della Rai per le trasmissioni in ambito locale, potevano essere create.

### 1976. La nascita e gli anni settanta
Finanziò quindi la creazione di una televisione, Tele Libera Firenze, che - sostenuta da un battage pubblicitario anche sulla carta stampata - avrebbe iniziato le proprie trasmissioni il 21 febbraio 1976. La sede legale, gli uffici e gli studi furono stabiliti in un immobile di recente costruzione - adatto quindi, per posizione e progetto ad ospitare una simile attività - in via Pierfortunato Calvi, 40, a Firenze. Trattandosi di un palazzo residenziale con delle piccole gallerie che ospitavano esercizi commerciali, per identificare la presenza dell'emittente una scritta al neon "TeleLibera Firenze" fu apposta alla parete esterna dell'edificio.
La programmazione fu, almeno nei primi tempi, di elevata qualità, anche grazie all'esperienza svolta dal fondatore negli Stati Uniti, dove si recava per studiare le modalità e le strategie delle televisioni private via cavo. In quegli anni gli studi di TLF videro il passaggio di personaggi famosi anche a livello nazionale e in essi mossero i primi passi molti giornalisti che si fecero poi strada a Firenze e in tutta Italia: Cesara Buonamici, il comico Giorgio Ariani ed altri. L'emittente anticipò in ambito fiorentino e toscano molti programmi di successo nazionale degli anni seguenti. Vi erano certamente programmi prettamente locali, quali La Vispa Teresa, un programma condotto da Giorgio Ariani, basato su (morigerati) spogliarelli caserecci di ragazze e casalinghe della zona, precursore di Colpo grosso; spazio era dedicato allo sport con Fuorigioco, programma sportivo sulla squadra di calcio Fiorentina, condotto da Massimo Sandrelli, Gabriella Lescai e Giordano Goggioli, anticipatore del Processo del Lunedì; Caccia al rumore, un quiz condotto da Cesara Buonamici e Valeria, altro volto femminile della rete (la Buonamici condusse anche Quattro chiacchiere con Cesara, un antenato dei moderni talk show in cui i telespettatori dovevano indovinare il numero dei fagioli contenuti in un vaso, poi ripreso dalla Rai in Pronto Raffaella?); di Caccia al rumore venne poi fatta una parodia a livello nazionale, con lo stesso titolo, nel programma della domenica sera di RaiDue Ci pensiamo lunedì (1983), interpretata dai comici Ric e Gian, che rispondevano a telefonate assurde e dove il rumore da indovinare era quello di una scoreggia. Il notturno Bambini a letto, poi, era un programma di spogliarelli allora considerato il massimo della trasgressione in tv. L'ora del topo era una rassegna di film dell'orrore; Il priore e la perpetua, un'antenata delle sitcom con protagonisti un parroco fiorentino, interpretato dall'attore Ghigo Masino (al secolo Arrigo Masi) e la sua perpetua, interpretata da Tina Vinci (la trasmissione conobbe un grande successo di pubblico ma fu interrotta quando si scoprì che Masi, durante la guerra, era stato un membro della famigerata "Squadra della labbrata" e fu perciò cacciato dagli schermi).
Tele Libera Firenze garantiva anche numerose edizioni del proprio telegiornale, compresa una per non udenti, e fu la prima tv in Italia a sperimentare il servizio di televideo.Fu anche il primo canale, almeno in Toscana, a dedicare una larga parte del suo palinsesto ai cartoni animati giapponesi, all'epoca sconosciuti in Italia e non ancora trasmessi dalle reti pubbliche: sulle sue frequenze apparvero presto le immagini di Jeeg robot d'acciaio, Lupin III, Candy Candy, Mazinga, e numerosi altri. Sempre negli stessi anni, trasmise alcune serie di telefilm celebri statunitensi, acquistati dalle reti americane, come La casa nella prateria, La famiglia Addams, Star Trek e altre.
La trasmissione di spogliarelli e film erotici, entrambi arditi per quegli anni, fece sì che Tele Libera Firenze diventasse popolare tra gli telespettatori toscani come "i' canale delle donne gnude", creando una simpatica dicotomia con la rivale Canale 48, altrettanto prestigiosa televisione locale fiorentina, definita "i' canale de' preti", perché diretta da un frate, Padre Ugolino Vagnozzi, che spesso partecipava in prima persona alle trasmissioni, benché anche questa seconda emittente nelle ore tarde della notte mandasse in onda spogliarelli e pellicole soft-core.

## L'Agenzia Stampa P77
Tele Libera Firenze fu anche la prima televisione a cercare una sinergia con la carta stampata, preannunciando una tendenza che avrebbe avuto successo negli anni a venire: in quegli anni il patron Mauro Ballini affiancò alla tv un giornale di annunci economici, La Pulce, di proprietà, come TLF, della ADSMEDIA S.p.A., e un quotidiano, La Città, che intaccò il predominio de La Nazione, a Firenze e in provincia, per il buon servizio di cronaca locale e il prezzo di assalto (100 lire). Oltre a questo, Ballini ebbe l'idea di strutturare la gestione della pubblicità, fra i propri clienti da una parte e la televisione, le radio, e i giornali del suo gruppo dall'altra, attraverso un sistema innovativo (per l'Italia), basato su un'agenzia dedicata esclusivamente a questo: la Agenzia Stampa P77, fondata nel 1977 per seguire le pubblicità del gruppo: radio, tv e la carta stampata, con sede in via Vittorio Emanuele 117, a Firenze.

### Gli anni ottanta e la chiusura
La concorrenza dei network privati nazionali, con una programmazione che poteva permettersi l'acquisto di film e format in grandi quantità, proiettando quindi pellicole e spettacoli più attraenti per il pubblico e per gli sponsor, portarono al declino generale delle televisioni private locali. Già all'inizio degli anni ottanta, infatti, l'attività degli imprenditori privati della televisione fu liberalizzata di fatto anche a livello nazionale, sfruttando l'utilizzo di un "network" di tante piccole emittenti locali che trasmettevano, in sincrono, gli stessi programmi. Anche il successo di Tele Libera Firenze in Toscana iniziò quindi ad affievolirsi 1981; Ballini si rese conto della necessità di virare anche verso altre realtà, che lo portarono prima a divenire il primo direttore di Tele Milano(prima fra le reti Fininvest), per poi collaborare con il gruppo Arnoldo Mondadori Editore, che allora stava lavorando al progetto di Rete 4, il primo network che, sfruttando le frequenze di diverse reti locali, le usasse di fatto per diffondere i propri programmi, unificati, in tutto il paese. Agli inizi del 1982 Tele Libera Firenze stessa, oramai in declino, entrò a far parte di Rete 4 - trasmettendo di fatto, per sempre più ore al giorno, i programmi della nuova rete nazionale, anche se assieme al proprio logo - per poi sparire definitivamente dagli schermi toscani, diventando soggetto cedente frequenza al grande network milanese. 
A seguito di tale evoluzione, avere propri studi ed una propria redazione divenne una spesa inutile, e la sede di via Calvi venne dismessa, lasciandovi solo i sistemi tecnici di ripetizione e trasmissione, finché anche questi furono spostati altrove. La sede di via Calvi è oggi occupata da altre attività.

## LaNuovaTele Libera Firenze (1985- 1989)
Successivamente, in base ad una serie di accordi, l'ex proprietario di TLF ne usciva, ottenendo in esclusiva di una serie di programmi - stoccati da Rete 4 e dalle reti Fininvest - provenienti dal magazzino di ReteItalia. Un accordo, rinnovato alla fine del 1985, che includeva oltre 300 film e circa 5000 ore di girato di programmi (tv-movie, miniserie, serie, soap operas, ecc). In tale periodo, acquisisce altre frequenze: da una parte stipula accordi con Canale Tre Toscana, e dall'altra acquista, nel 1985, Canale 39 di Viareggio, emittente che a sua volta costituiva la rifondazione di Tele Versilia, fallita nel gennaio 1980 e rifondata con tale denominazione (connessa al canale di uscita, il 39 UHF) nel febbraio.
La "Nuova Tele Libera Firenze" iniziava le proprie trasmissioni il 1 gennaio 1985, come parte del circuito TivuItalia, con il quale condivideva quattro ore quotidiane di trasmissione, a cui si sommavano due ore in condivisione con le reti Fininvest. Il resto della programmazione consisteva in cartoni animati dell'ITB, nella rubrica sportiva "Fuorigioco", in un film sexy fisso nello spazio notturno, in proposte commerciali. I programmi inediti della nuova emittente - con sede e redazione diverse da quella originaria - oltre ai film in stock, e ad una rubrica ("L'opinione") condotta da Giordano Goggioli", si basavano su una programmazione locale spinta e boccaccesca in orari serali: si ricordano, tra l'altro, i segnali orari con donne nude e il telegiornale letto da ragazze in abbigliamento discinto. Unica trasmissione di successo fu Il telegiornale dei becchi, condotto dal comico Gaetano Gennai e da una valletta seminuda chiamata Cornelia, che si basava sulle segnalazioni dei telespettatori riguardo a mariti e mogli traditi/e, che venivano segnati su una cartina della provincia di Firenze.
Canale 39 - con sede prima in via Buonarroti 40 a Viareggio e poi in via dei Larici 42 - dopo essere stato sdoppiato con l'aggiunta della frequenza in 44 UHF (usata per una TV commerciale di derivazione americana, 39 Shopping), dopo aver trasmesso programmi propri, dall'aprile 1986 iniziò a ripetere i programmi di Tele Libera Firenze, potenziando il segnale della rete nazionale in via di espansione su UHF 39 e UHF 44. Dopo una serie di alterne vicende nell'uso delle diverse frequenze, con l'esistenza effimera di diverse emittenti e la successione di redazioni, fu chiaro come l'esperienza del nuovo circuito locale era destinata a spegnersi. Dal 1º gennaio 1989 tutte le frequenze in uso a Tele Libera Firenze (oramai parte del circuito Retequattro) furono destinate alla ripetizione di Telecapodistria con la definitiva scomparsa di TLF quale entità indipendente e l'uscita dello stesso Ballini - che sarebbe morto nel 2000- dal settore.

## Le sedi
Le sedi, in affitto, sono state riutiilzzate. L'intera sede di via Pier Fortunato Calvi 40, ospitata all'interno di appartamenti in un condominio, è stata smantellata e i vani sono adesso utilizzati, frazionati come all'origine, sia da attività commerciali che da private residenze. Identica sorte ha avuto la sede dell'agenzia P77, in via Vittorio Emanuele II, 117.

## Programmi
- TLF Informazioni, telegiornale, condotto da Cesara Buonamici
- Speciale Fiorentina, programma sportivo
- Mondo sport, cruciverba sportivo
- Fuorigioco, programma sportivo a cura di Giordano Goggioli e Massimo Sandrelli
- Sala stampa, rubrica di informazione
- Primo piano, rubrica di informazione a cura di Carlo Fusaro
- Superclassifica Show, programma musicale condotto da Maurizio Seymandi
- L'ora del topo, rassegna di film dell'orrore
- Il priore e la perpetua, sitcom con Ghigo Masino e Tina Vinci
- Caccia al rumore, condotto da Cesara Buonamici
- Quattro chiacchiere con Cesara, quiz condotto da Cesara Buonamici
- Sexy varietà, programma erotico
- Bambini a letto, programma erotico
- La mattonata
- Ring, varietà regionale
- Scialamula
- Arrivano i tartari, programma di attualità
- Basket to basket
- Telesport
- Pronto è Telelibera?, gioco condotto da Antonella Ferrari
- Saranno famosi
- Cronaca rosa
- Il tombofono, gioco abbinato al settimanale Tascabile TV di Firenze
- Ogni città
- Caccia al 13
- Arcobaleno 80, programma musicale
- Potrebbe accadere domani
- Le vignette di Giuliano
- Maligni a Telelibera
- Telelibera opinioni
- Telelibera veleno
- Notiziario dei becchi, condotto da Gaetano Gennai
- La vispa Teresa, programma erotico
- Nonna Abelarda, con Ughino Benci
- Jeeg robot d'acciaio, cartone animato
- Candy Candy, cartone animato
- Lupin III, cartone animato
- La casa nella prateria, telefilm
- La famiglia Addams, telefilm
- Star Trek, telefilm